# Sphenometopa cocklei
Sphenometopa cocklei är en tvåvingeart som beskrevs av Townsend 1915. Sphenometopa cocklei ingår i släktet Sphenometopa och familjen köttflugor. Inga underarter finns listade i Catalogue of Life.